# Firmicus strandi
Firmicus strandi es una especie de araña cangrejo del género Firmicus, familia Thomisidae.

## Distribución
Esta especie se encuentra en África Oriental.